# Томіслав (Нижньосілезьке воєводство)
Томіслав (пол. Tomisław, нім. Thommendorf) — село в Польщі, у гміні Осечниця Болеславецького повіту Нижньосілезького воєводства.
Населення — 694 особи (2011).
У 1975-1998 роках село належало до Єленьоґурського воєводства.

## Демографія
Демографічна структура станом на 31 березня 2011 року:
|          | Загалом | Допрацездатний вік | Працездатний вік | Постпрацездатний вік |
| -------- | ------- | ------------------ | ---------------- | -------------------- |
| Чоловіки | 348     | 80                 | 236              | 32                   |
| Жінки    | 346     | 81                 | 201              | 64                   |
| Разом    | 694     | 161                | 437              | 96                   |